# 企業戰
企業戰（Corporate warfare）是指企業與企業之間的互相攻擊，其層次可能從利用駭客獲取敵對企業的商業機密到甚至引發企業之間的武裝衝突。此類戰爭可能是經濟戰和網路戰的一部分。

## 科幻小說
在賽博朋克類型的科幻小說中，企業會保護自己的數據並僱員闖入競爭對手的電腦系統。在威廉·吉布森（William Gibson）所著的作品中，國家的權力主要掌握在超大型企業的手中，這些超大型企業通常擁有自己的安全部隊甚至是私人軍隊，並相互進行企業戰。

## 網路
Schwartau認為，在公司資訊戰中，公司通常容易成為競爭對手的目標。這種戰爭可能的方法包括從事商業間諜活動、散佈假消息、洩露機密訊息並損害公司資訊系統。
網絡安全及網絡武器公司Endgame, Inc.的克里斯·魯蘭德（Chris Rouland）極力主張，應允許私人公司對試圖竊取數據的國家或罪犯進行“駭客反擊”。

## 藝術
電視連續劇《駭客軍團》的創作者山姆·艾斯梅爾（Sam Esmail）說：“下一次世界大戰將不是用核武器進行的，而是資訊戰、經濟戰和企業戰。